# موش دالان‌ساز تگزاسی
موش دالان‌ساز تگزاسی گونه‌ای از جوندگان خانواده ژئوماتوزها است. او در جنوب تگزاس (ایالات متحده) و شمال تامولیپاس (مکزیک) زندگی می‌کند. این گونه بیل مکانیکی است که به‌طور عمده از ریشه، لامپ و ریزوم تغذیه می‌کند. زیستگاه طبیعی آنها زمینهای نرم و شنی مناطق باز یا دارای چند درخت است. اعتقاد بر این است که هیچ گونه تهدید قابل توجهی برای بقای این گونه وجود ندارد، اگرچه برخی از گونه‌های زیرآمدی تحت تأثیر تبدیل محیط آن برای مصارف کشاورزی قرار دارند.

## توضیحات تکمیلی
نرها به طول حدودی ۳۲سانتی‌متر از جمله دم، یعنی حدود۱۱سانتی‌متر می‌رسند. زنان کمی کوچکتر هستند. هر دو جنس وزن حدود ۴۰۰گرم دارند. سطح پشتی کت آن به رنگ خاکستری قهوه ای است، در حالی که رنگ شکم با قسمت‌های تیره‌تر سفید است. دم بسیار کمی مو دارد، مخصوصاً نزدیک انتهای آن. دندانهای برش دهنده دندانهای بالا یک جفت شیار دارند.

## توزیع جغرافیایی
این گونه در جنوب تگزاس زندگی می‌کند، جایی که شمالی‌ترین توزیع آن در مناطق وال ورد و سان پاتریسیو، و در ایالت Tamaulipas، شمالی‌ترین منطقه مکزیک یافت می‌شود. آن‌ها را در جزایر مشترک موستانگ و پدر روحانی از خلیج مکزیک نیز می‌توان یافت.

## طبقه‌بندی
- ج. داویس (Williams i Genoways، 1981)
- ج. fallax (Merriam، 1895)
- ج. fuscus (Davis، 1940)
- ج. maritimus که Davis 1940)
- ج. megapotamus Davis 1940)
- ج. personatus (True، 1889)
- ج. streckeri (Davis، 1943)

## وضعیت حفاظت
این گونه منطقه گسترده‌ای از توزیع دارد و حداقل در بخشی از این منطقه از توزیع، مکرر است که توزیع نامنظم ناشی از تقاضای آن برای خاک‌های نرم و شنی است که در آن می‌توانند خانه‌های خود را بسازند. IUCN وضعیت حفاظت از آن را به عنوان حداقل خطر ذکر می‌کند، زیرا گرچه تمایل جمعیت آن ناشناخته است، اما بعید به نظر می‌رسد با سرعتی که طبقه‌بندی آن را در یک دسته تهدیدآمیز ترجیح می‌دهد، کاهش یابد.